# Euche
Die Euche ist ein kleiner Fluss in Frankreich, der im Département Dordogne in der Region Nouvelle-Aquitaine verläuft. Sie entspringt im Gemeindegebiet von Bourg-des-Maisons, entwässert generell Richtung Südosten und mündet nach rund 12 Kilometern unterhalb von Saint-Vivien, Gemeinde Paussac-et-Saint-Vivien, als rechter Nebenfluss in die Dronne. Ihr durchschnittliches Gefälle beträgt 4,51 m/km.

## Orte/Gemeinden am Fluss
- Bourg-des-Maisons
- Chapdeuil
- Saint-Just
- Saint-Vivien
- Creyssac
- Grand-Brassac
- Bourdeilles

## Geographie
Die Euche entspringt unmittelbar nordöstlich des Ortskerns von Bourg-des-Maisons auf etwa 140 Meter über dem Meeresspiegel in einem sich talaufwärts gabelnden Trockental. Sie besitzt überdies noch einen nordwestlich vom Ortskern verlaufenden Seitenzweig, der sich nach Süden als Trockental weiter fortsetzt.
Die Euche fließt anfangs nach Norden, dreht aber dann bei Feraillou in ostsüdöstliche Richtung, die sie bis Saint-Just beibehält. Bei Feraillou weitet sich ihr Tal auf 500 Meter, ferner öffnet sich hier nach Westen ein Trockental, das in dendritischer Weise die Anhöhen zur Gemeinde Verteillac und Coutures zur Euche hin entwässert. Etwas südlich von Saint-Just nimmt die Euche dann als linken Seitenarm die aus Nordwesten kommende Julie (bzw. Ruisseau de Buffebale) auf. Sie schwenkt anschließend auf Südostkurs und trifft bei Le Moulin de l'Étang auf die Sandonie, einen weiteren linken Seitenarm mit generell südlicher Fließrichtung. Hinter Saint-Vivien (bei La Maine d’Euche) geht der Fluss auf Südsüdost- und schließlich auf Südrichtung. Die rechtsseitige Mündung in die Dronne erfolgt nach 12,2 durchlaufenen Kilometern auf 85 Meter über dem Meer bei Moulin de Rochereuil – ein Tripelpunkt, an dem die Gemeinden Creyssac, Grand-Brassac und Bourdeilles aufeinandertreffen.
Die Euche besitzt abgesehen von sechs kleinen, vorwiegend Nordost-streichenden Trockentälern (bei Lapouze, Chapdeuil, Fongravière, Le Roc, Château de Marouatte und Le Maine d'Euche) keine nennenswerten rechten Seitenarme. Zwei weitere Trockentäler fungieren als linke Seitenarme (bei Francoiseau und Saint-Vivien).

## Geologie

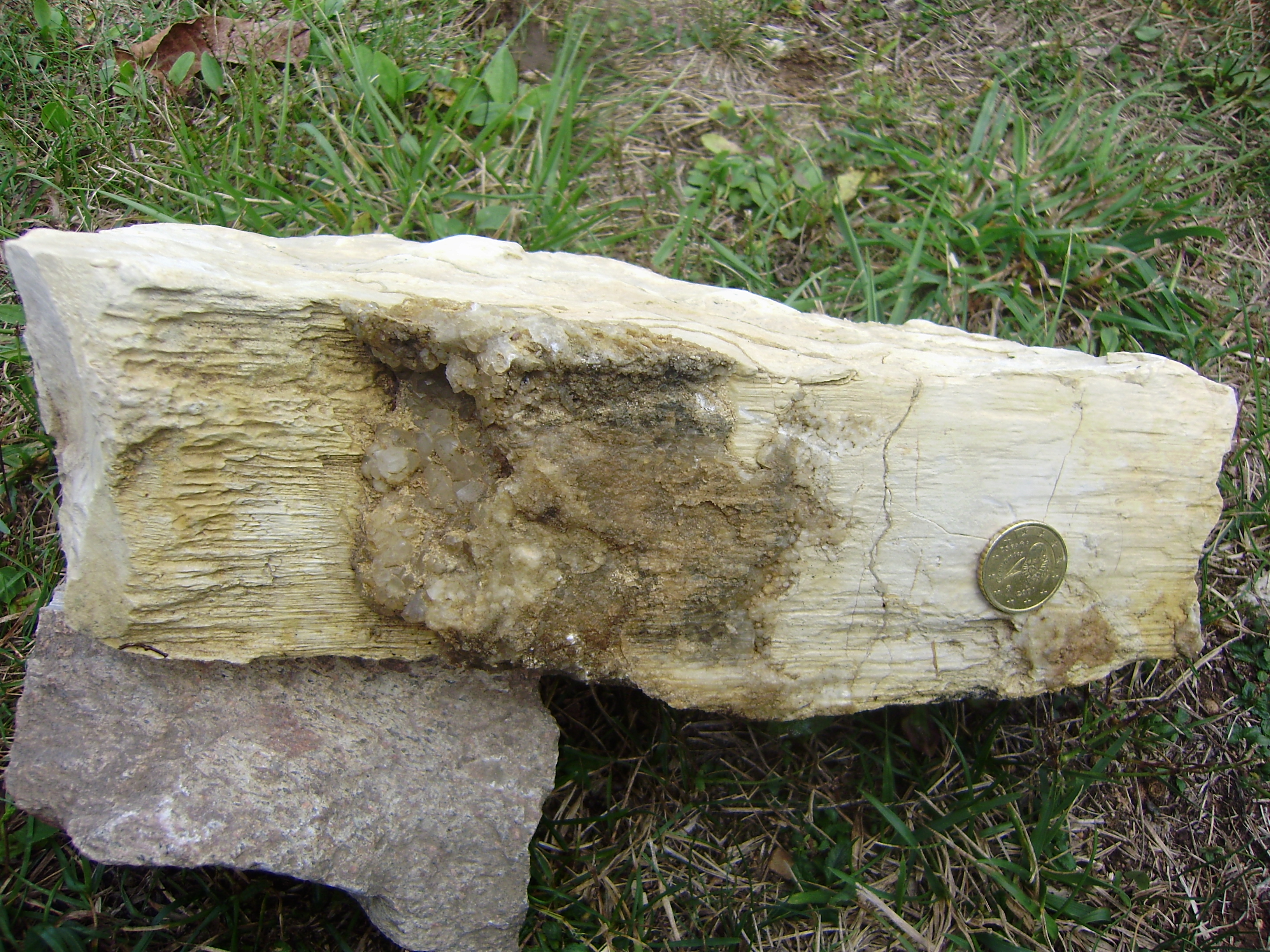
Unterportlandischer Mikrit von Chapdeuil

Die Euche entspringt in flach liegenden Sedimenten des nördlichen Aquitanischen Beckens, genauer in Fossilkalken des Coniaciums. Die Oberkreideschichten bilden hier Teil des Südflügels der Ostsüdost-streichenden La-Tour-Blanche-Antiklinale, der als topographischer Höhenrücken ausgebildet ist. Der Fluss schneidet sich dann sukzessive in tiefere Formationen ein (Rudistenkalke des Angoumiens nördlich des Ortskerns von Bourg-des-Maisons, knollige Kreidekalke des Ligériens um Feraillou und Sande, Sandsteine und Mergel des Cenomaniums ab Francoiseau). Das Cenomanium begleitet den Fluss auf seiner rechten Talseite bis kur vor Saint-Just. Nördlich von Lapouze trifft die Euche auf ihrer linken Talseite auf die vorwiegend mikritischen Malmkalke des Portlandiums. Nach Verlassen des Kernbereichs der tektonisch bedingten Aufwölbung durchläuft die Euche das Schichtpaket jetzt in umgekehrter Reihenfolge (Cenomanium ab Le Moulin-Haut, Ligérien ab Saint-Just und Angoumien in kalkarenitischer Paussac-Fazies ab Le Roc bis Le Maine d’Euche), um schließlich im Coniacium in die Dronne zu münden.
Die Flussauen werden von rezentem Alluvialboden  (sandige Tone und Sande) verfüllt. Zwischen Feraillou und Lapouze hat sich auch Torf gebildet.
Der Fluss wird von zwei Nordost-streichenden Störungen gequert, welche dem Verlauf der Trockentäler bei Fongravière und bei Le Roc folgen. Die Existenz von Trockentälern lässt auf eine recht intensive Verkarstung des Einzugsgebiets schließen. Diese Tatsache wird ferner durch das Vorhandensein zahlreicher Quellen bzw. Schichtquellen entlang des Flusslaufs unterstrichen.
Große Steinbrüche befinden sich bei Bourg-des-Maisons (im Angoumien) und bei Le Maine d'Euche (Angoumien und Coniacium).

## Hydrologie
Die Euche besitzt ein Einzugsgebiet von 87 Quadratkilometern. Ihr durchschnittliches Gefälle beträgt 4,51 m/km.

## Geschichte
Prähistorische Funde wurden entlang des Euchetals an mehreren Stellen gemacht. Im Thomasson-Steinbruch bei Le Maine d’Euche wurden neben Mammutresten (Mammuthus primigenius) Steinwerkzeuge aus dem Oberen Acheuléen oder Moustérien entdeckt. Es dürfte sich hier sehr wahrscheinlich um einen so genannten kill site gehandelt haben. Die Fundstätte von Le Roc lieferte neben Bisonresten Moustérien à denticulés. Die Höhle von Rochereuil schließlich enthielt reichhaltiges Oberes Magdalénien und Pfeilspitzen des Aziliens.
Ältestes erhaltenes Bauwerk am Fluss ist die romanische Ortskirche von Bourg-des Maisons aus dem Elften Jahrhundert. Die Kirchen von Saint-Just und Saint-Vivien stammen aus dem Zwölften Jahrhundert.

## Sehenswürdigkeiten am Fluss

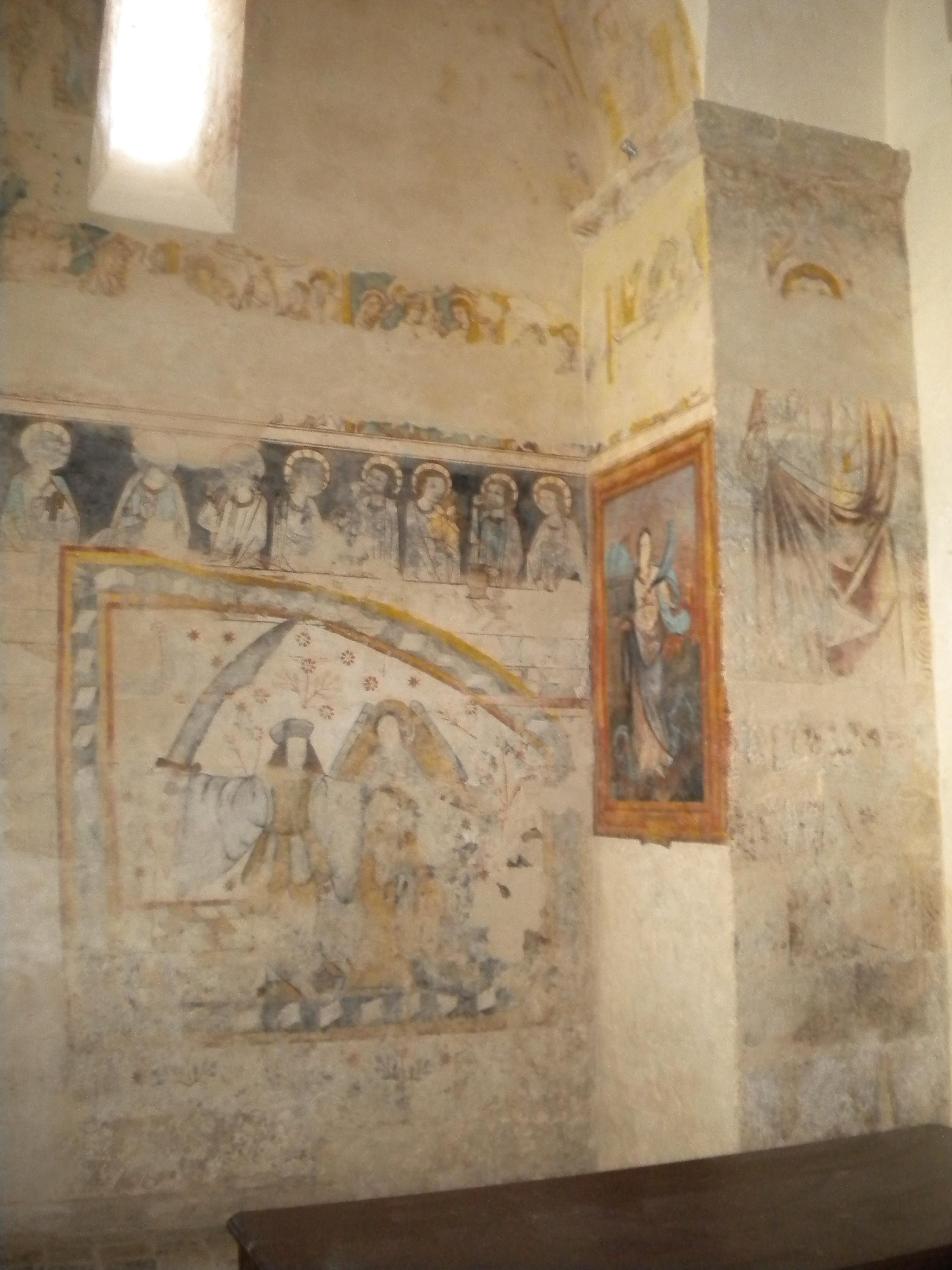
Fresken aus dem Vierzehnten Jahrhundert in der Kirche von Bourg-des-Maisons

- Kirche Sainte-Marie in Bourg-des-Maisons mit Fresken aus dem 14. Jahrhundert.
- Schloss Château de Chapdeuil aus dem 15. Jahrhundert.
- Schloss Château de Narbonne aus dem 16. Jahrhundert, der Donjon ist als Monument historique ausgewiesen.
- Kirche von Saint-Just aus dem 12. Jahrhundert.
- Schloss Château de Saint-Just.
- Kirche von Saint-Vivien aus dem Zwölften Jahrhundert.
- Schloss Château de Marouatte.
- Mühle Moulin de Rochereuil mit prähistorischer Fundstätte (Höhle von Rochereuil) und Kletterfelsen in Steilwänden des Coniaciums.